# Good Hope (California)
Good Hope es un lugar designado por el censo ubicado en el condado de Riverside en el estado estadounidense de California. En el año 2010 tenía una población de 9.192 habitantes.

## Geografía
Good Hope se encuentra ubicado en las coordenadas 33°46′14″N 117°16′38″O / 33.77056, -117.27722.